# Craterocephalus gloveri
Craterocephalus gloveri är en fiskart som beskrevs av Crowley och Ivantsoff, 1990. Craterocephalus gloveri ingår i släktet Craterocephalus och familjen silversidefiskar. IUCN kategoriserar arten globalt som sårbar. Inga underarter finns listade i Catalogue of Life.